# Serimuntgouw

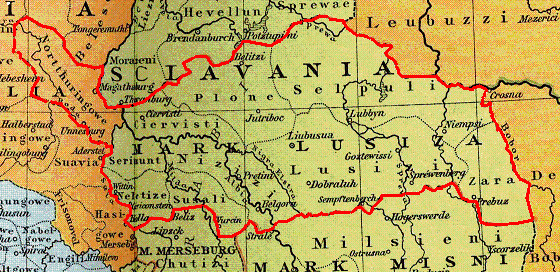
De Saksische Oostmark met de gouw Serimunt rond het jaar 1000

De Serimuntgouw was een middeleeuws gouwgraafschap in de huidige Duitse deelstaat Saksen-Anhalt. Het strekte zich uit tussen de rivieren de Saale, de Mulde, de Fuhne en de Elbe als oostelijke buur van de Zwabengouw. Uit deze twee gouwen ontwikkelde zich aan het begin van de 12e eeuw onder het bewind van de Ascaniërs het land Anhalt.
Graven in de Serimuntgouw waren onder andere: 
- Christiaan († rond 950), vanaf 937 graaf in de Zwabengouw en in de Nordthüringgau en vanaf 945 markgraaf in de Serimuntgouw, uit de familie van Billungers, vader van aartsbisschop Gero van Keulen (967-976); ∞ Hidda, de zuster van de markgraaf Gero

- Zijn zoon Thietmar I van Meißen (Thiemo) († 979), markgraaf van de Noordmark 965-979, graaf van de Zwabengouw 944-978, Graaf im de Serimuntgouw, markgraaf van Merseburg en Meissen; ∞ Suanehild, dochter van de hertog Hermann Billung van Saksen († 1014)

- Gero II, zoon van Thietmar, markgraaf van de Lausitz (ca. 970, †1015); ∞ Adelheid

- Esiko van Ballenstedt, graaf van de Zwabengouw en de Serimuntgouw waarschijnlijk 1059/1060); ∞ Mathilde (rond 988, † 29 juli 1031/1032), dochter van hertog Herman II van Zwaben van het hertogdom Zwaben, begraven in de dom van Worms, weduwe van Koenraad I van Karinthië, hertog van Karinthië († 1011) (Saliër), en Frederik II (Lotharingen), hertog van Opper-Lotharingen († 1026 Wigerikken)